# Кератансульфаты
Керата́нсульфа́ты (англ. keratan sulfate, KS) — полимерные сульфатированные гликозаминогликаны. Содержатся в костной и хрящевой ткани, роговице. Гликановая цепь кератансульфатов представляет собой сульфированный по оксиметильной группе поли-N-ацетиллактозамин. Одним концом гликановая цепь связана с белком, который называют ко́ровым («основным»; от англ. core protein); он обычно является частью клеточной поверхности или компонентом внеклеточного матрикса.
По типу связи с белком кератансульфаты делятся на два типа: кератансульфаты I типа, образующие N-гликозильную связь с аспарагиновыми остатком белка (N-гликаны), и кератансульфаты II типа, образующие O-гликозильную связь с сериновыми или треониновыми остатками белка (O-гликаны).
В разных тканях описано множество коровых белков, к которым присоединяется кератансульфат; подобное объединение белка с цепочкой гликозаминогликана называют протеогликаном.
Впервые кератансульфат был выделен в 1939 году из экстрактов роговицы. В начале 1950-х годов было изучено его химическое строение, и один из исследователей, Карл Мейер, назвал вещество кератосульфатом.

## Структура и классификация
Подобно другим гликозаминогликанам, кератансульфат является линейным полимером. Основная дисахаридная структура, составляющая кератансульфат: [-3Galβ1-4GlcNAcβ1-]. В отличие от других гликозаминогликанов, в состав дисахаридного звена у кератансульфата не входят уроновые кислоты, их место занимает D-галактоза. Вторым участником является N-ацетилглюкозамин.
Изначально кератансульфат подразделили на два класса по месту обнаружения в организме: класс I (KSI) находили в роговице, класс II (KSII) - в хряще. Было отмечено, что роговичный кератансульфат отличается от хрящевого по способу соединения с коровым белком. Однако позже оказалось, что и в роговице, и в хряще, и в других тканях встречаются оба типа соединения, и теперь кератансульфат классифицируют не по локализации, а именно по структуре связи: KSI связан через азот с аспарагиновым остатком белка, KSII связан через кислород с сериновым или треониновым остатком. При анализе протеогликанов мозга отмечен третий тип соединения: KSIII, по данным Krusius et al., связывается с коровым белком через маннозу (KS-Man-O-Ser).
В роговице, по данным одного сравнительного исследования, содержится в 10 раз больше кератансульфата, чем в хряще, и в 2-4 раза больше, чем в какой-либо иной ткани.
Ряд протеогликанов семейства SLRP (small leucine-rich proteoglycan) объединены под названием «кератансульфатные протеогликаны» (англ. keratan sulfate proteoglycans, KSPG); эти белки, в особенности кератокан, люмикан, мимекан (остеоглицин), играют важную роль в поддержании прозрачности роговицы.

## Клиническое значение

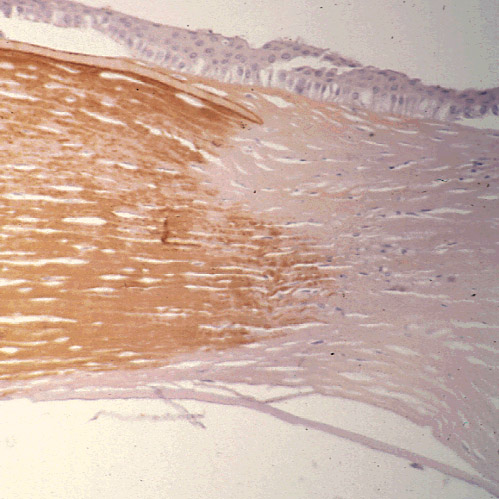
Антитело к кератансульфату не связывается окраинной частью роговицы у пациента с пятнистой дистрофией типа I (MCDI), в отличие от подсаженного трансплантата (окрасился коричневым, слева). Из обзора Klintworth, 2009.

По данным ряда исследований, при пятнистой дистрофии роговицы синтез кератансульфата изменён (II тип заболевания) либо полностью нарушен (I тип заболевания), а у пациентов обнаруживаются мутации гена CHST6, кодирующего фермент N-ацетилгликозамин-6-O-сульфотрансферазу.
Внутриклеточные отложения кератансульфата обнаруживаются при синдроме Моркио (мукополисахаридоз тип VI a).
В одном исследовании описана повышенная экспрессия кератансульфатного протеогликана кератокана в строме роговицы при кератоконусе.
Хондроциты и кератоциты роговицы, обычно секретирующие кератансульфат и кератансульфатные протеогликаны, при повреждении ткани или ином патологическом процессе склонны трансформироваться в фибробастный фенотип, сокращая или останавливая производство кератансульфата. Микроглиальные клетки мозга также снижают синтез кератансульфата при воспалении; в одном исследовании отмечена потеря кератансульфата при болезни Альцгеймера. В других работах, напротив, отмечается повышение экспрессии KS микроглией при повреждениях. Вероятно, как в роговице, так и в хряще и в тканях мозга такие изменения происходят под воздействием провоспалительных цитокинов.
Описана роль KS в формировании глиальных рубцов при повреждениях мозга.
Мутации гена KERA, кодирующего кератансульфатный протеогликан кератокан, вызывают редчайшее изменение формы поверхности глаза - cornea plana 2 (уплощение роговицы).